# 喜沙鬼麗魚
喜沙鬼麗魚，為輻鰭魚綱鱸形目隆頭魚亞目慈鯛科的其中一種，分布於非洲馬拉威湖流域，棲息深度5-30公尺，體長可達11.5公分，棲息在沙底質水域，屬肉食性，以魚類及無脊椎動物為食，雄魚具有領域性，生活習性不明。

## 擴展閱讀
維基物種上的相關：喜沙鬼麗魚